# Nicholl Range
Nicholl Range är ett berg i Kanada.   Det ligger i provinsen British Columbia, i den sydvästra delen av landet, 3 800 km väster om huvudstaden Ottawa. Toppen på Nicholl Range är 963 meter över havet.
Terrängen runt Nicholl Range är kuperad åt sydost, men åt nordväst är den bergig. Trakten runt Nicholl Range är nära nog obefolkad, med mindre än två invånare per kvadratkilometer.. 
I omgivningarna runt Nicholl Range växer i huvudsak barrskog.